# Campénéac
Campénéac (in bretone: Kempenieg) è un comune francese di 1 801 abitanti situato nel dipartimento del Morbihan nella regione della Bretagna.
Il territorio comunale è bagnato dalle acque del fiume Aff.

## Società

### Evoluzione demografica
Abitanti censiti